# Armand De Pelsmaeker
Armand Alfons De Pelsmaeker (Denderleeuw, 23 mei 1916 – Ninove, 14 december 1968) was een Belgisch volksvertegenwoordiger.

## Levensloop
Hij liep school aan het atheneum van Aalst en aan de normaalschool van Gent, waarna hij bediende werd op het ministerie van Financies. 
Na de Tweede Wereldoorlog vestigde hij zich als houthandelaar in Denderleeuw. Hij sloot zich aan bij de Belgische Socialistische Partij van Denderleeuw en was er ook voorzitter van de ziekenkas Bond Moyson en lid en bestuurder van de toneelkring Hoger Op. 
In 1952 werd hij verkozen tot gemeenteraadslid van Denderleeuw. In 1959 werd hij burgemeester, een ambt dat hij uitoefende tot aan zijn dood.
Van 1958 tot 1961 was hij ook provincieraadslid in Oost-Vlaanderen. 
In maart 1968 werd hij verkozen tot socialistisch volksvertegenwoordiger voor het arrondissement Aalst. Acht maanden later overleed hij aan de gevolgen van een auto-ongeval.
In 2007 werd aan het gemeentelijk sportcomplex de naam Armand De Pelsmaekerpark gegeven.
In 2011 werd zijn kleinzoon Jo Fonck burgemeester van Denderleeuw, tot begin 2013 toen na verkiezingen een coalitiewissel hem in de oppositie duwde.